# Lemerje
Lemerje este o localitate din comuna Puconci, Slovenia, cu o populație de 295 de locuitori.